# セバスチャン・サイズ
フアン・セバスチャン・サイズ・ソト（Juan Sebastián Saiz Soto、1994年7月15日 - ）は、スペインの男子プロバスケットボール選手である。ポジションはセンター・パワーフォワード。B.LEAGUEのアルバルク東京所属。スペイン代表。

## 来歴
マドリード出身。父はスペイン人、母はドミニカ共和国人
2012年よりアメリカに留学し、大学はミシシッピ大学に所属。
卒業後はレアル・マドリードとプロ契約。1か月後にミラフローレス、翌2018-19シーズンはカナリアスへそれぞれ期限付き移籍。
2019年8月、日本のB.LEAGUEに所属するサンロッカーズ渋谷に完全移籍。
2020年6月、千葉ジェッツに移籍。2020-21シーズンのB.LEAGUE優勝を果たしファイナルズMVPも獲得。
2021年6月、アルバルク東京へ移籍。

### スペイン代表
U19スペイン代表として2013年世界選手権で5位。
2017年11月、2019年ワールドカップヨーロッパ予選のモンテネグロ戦でスペイン代表デビュー。
2022年ユーロバスケットで金メダル獲得。

## 賞歴
- 2017年ファーストチーム All-SEC
- 2021年B.LEAGUEファイナルズ MVP